# Sciadia tenebraria
Sciadia tenebraria là một loài bướm đêm trong họ Geometridae.